# Desfina
Desfina  este un oraș în Grecia în prefectura Focida.